# Лакост (Техас)
Лакост (англ. LaCoste) — місто (англ. city) в США, в окрузі Медина штату Техас. Населення — 1077 осіб (2020).

## Географія
Лакост розташований за координатами 29°18′36″ пн. ш. 98°48′40″ зх. д. / 29.31000° пн. ш. 98.81111° зх. д. (29.309977, -98.811100).  За даними Бюро перепису населення США в 2010 році місто мало площу 1,64 км², з яких 1,63 км² — суходіл та 0,00 км² — водойми.

## Демографія
Згідно з переписом 2010 року, у місті мешкало 1119 осіб у 409 домогосподарствах у складі 297 родин. Густота населення становила 683 особи/км².  Було 442 помешкання (270/км²).
Расовий склад населення:
| - 85,6 % — білих - 0,6 % — корінних американців - 0,2 % — чорних або афроамериканців - 0,1 % — азіатів - 10,5 % — осіб інших рас |

До двох чи більше рас належало 3,0 %. Частка іспаномовних становила 60,4 % від усіх жителів.
За віковим діапазоном населення розподілялося таким чином: 25,3 % — особи молодші 18 років, 60,1 % — особи у віці 18—64 років, 14,6 % — особи у віці 65 років та старші. Медіана віку мешканця становила 39,7 року. На 100 осіб жіночої статі у місті припадало 94,6 чоловіків;  на 100 жінок у віці від 18 років та старших — 86,2 чоловіків також старших 18 років.
Середній дохід на одне домашнє господарство  становив 56 176 доларів США (медіана — 47 727), а середній дохід на одну сім'ю — 64 377 доларів (медіана — 49 911). За межею бідності перебувало 6,2 % осіб, у тому числі 3,7 % дітей у віці до 18 років та 15,6 % осіб у віці 65 років та старших.
Цивільне працевлаштоване населення становило 674 особи. Основні галузі зайнятості: освіта, охорона здоров'я та соціальна допомога — 28,6 %, виробництво — 12,5 %, будівництво — 9,2 %, мистецтво, розваги та відпочинок — 8,5 %.